# John Harbison
John Harris Harbison (* 20. Dezember 1938 in Orange, New Jersey) ist ein US-amerikanischer Komponist, Dirigent und Hochschullehrer.

## Leben
John Harbison gründete bereits als Zwölfjähriger eine Jazzband. Den Bachelor erwarb er 1960 als Student bei Walter Piston an der Harvard University, setzte seine Studien an der Berliner Hochschule für Musik 1961 bei Boris Blacher fort und erhielt 1963 den Master of Fine Arts an der Princeton University als Student von Roger Sessions und Earl Kim. Nach einer Junior Fellowship in Harvard wurde Harbison Fakultätsmitglied des Massachusetts Institute of Technology, wo er seit 1984 eine Musikprofessur innehat.
Harbison lehrte außerdem am CalArts, der Boston University und der Duke University und war Composer-in-residence verschiedener Orchester (u. a. dem Pittsburgh Symphony Orchestra, dem Los Angeles Philharmonic Orchestra und in Tanglewood). Als Dirigent leitete er zahlreiche kleinere und größere Ensembles, darunter Saint Paul Chamber Orchestra, Scottish Chamber Orchestra und Los Angeles Philharmonic Orchestra.
Die Kantate Flight into Egypt trug Harbison 1987 den Pulitzer Prize of Music ein. Ebenfalls 1987 wurde er in die American Academy of Arts and Sciences gewählt. 1989 erhielt er eine MacArthur Fellowship. 1992 wurde er in die American Academy of Arts and Letters aufgenommen. Zu seinen weiteren Auszeichnungen zählen der Heinz Award for the Arts and Humanities (1998), die Harvard Arts Medal (2000), der American Music Center’s Letter of Distinction (2000), der Distinguished Composer Award from the American Composers Orchestra (2002) sowie mehrere Ehrendoktorate.

## Werk
Das kompositorische Werk Harbisons umfasst sieben Sinfonien, zwölf Konzerte, ein Ballett (Ulysses, 1983), drei Opern (darunter die im Auftrag der Metropolitan Opera komponierte Oper The Great Gatsby auf ein eigenes Libretto, 1999 uraufgeführt), zahlreiche Kammermusikwerke (darunter sechs Streichquartette) sowie Chorwerke. Mehrere Violinkompositionen Harbisons entstanden für seine Frau Rose Mary, mit der er gemeinsam das 1989 gegründete Token Creek Chamber Music Festival leitet.